# موعد في البرج (فلم)
موعد في البرج هو فيلم مصري أُصدر في 12 ديسمبر 1962، من بطولة صلاح ذو الفقار وسعاد حسني، ومن تأليف وإخراج عز الدين ذو الفقار.

## القصة
يتعرف عادل وآمال أثناء عودتهما من رحلة بحرية، يربط الحب بينهما، يتعاهدان على الزواج وذلك بعد ستة شهور وأن يكون الموعد عند برج القاهرة، يخطب عادل خديجة ويعيش من مالها، أيضًا تخطب آمال للثري الأناضولي وهو رجل ثري، ينضم علاء شقيق آمال لمجموعة من اللصوص يخططون للاستيلاء على أموال خطيب آمال، يقرر عادل البحث عن عمل شريف، يعمل في وظيفة صغيرة بأحد الفنادق يصبح نائبًا للمدير، في نفس الوقت تترك آمال خطيبها، وتفصل من عملها كمضيفة بسبب جرائم شقيقها علاء، تنتهي الستة شهور، يقتحم البوليس شقة علاء الذي يقتل على أثرها وفي النهاية يتقابل عادل وآمال في برج القاهرة في الموعد المحدد.

## فريق العمل
- إخراج: عز الدين ذو الفقار
- سيناريو: عز الدين ذو الفقار
- حوار: عز الدين ذو الفقار، محمد أبو يوسف
- إنتاج: صلاح ذو الفقار
- توزيع: الشركة العربية للسينما
- تصوير: مسعود عيسي

## الممثلون

### بطولة
- صلاح ذو الفقار في دور عادل رفعت
- سعاد حسني في دور آمال
- فؤاد المهندس في دور حسن
- ثريا حلمي في دور صديقة آمال
- زين العشماوي في دور علاء
- سامية رشدي في دور خديجة هانم
- حلمي حليم في دور ممدوح
- محمود فرج في دور مدبولي العتر
- ايلين جابر في دور مشيرة هانم

### بالاشتراك مع
- إدمون تويما
- أحمد شوقي
- زينب صدقي
- زكي إبراهيم
- صلاح المصري
- حسن أتلة
- أحمد شكري

## روابط خارجية
- مقالات تستعمل روابط فنية بلا صلة مع ويكي بيانات